# Лорентс, Артур
Артур Лорентс (англ. Arthur Laurents, 14 июля 1917 года, Бруклин, Нью-Йорк — 5 мая 2011, Нью-Йорк) — американский драматург и сценарист.

## Биография
Родился в Бруклине, Нью-Йорк. Был первенцем (позднее на свет появилась его сестра Эдит) в светской семье евреев (отец адвокат, мать — школьная учительница), где соблюдались традиции кашрута. Среди предков были и религиозные, и светские люди. Себя считал далеким от религии человеком, но помнил своё происхождение.
Окончил Erasmus Hall High School. С детства проявлял незаурядные литературные способности, увлекался театром, тянулся к творческим профессиям, несмотря на то, что вырос в семье юриста.
Уже после школы стал писать сценарии для радиопостановок. В годы Второй мировой войны служил на армейской киностудии, писал тексты для пропагандистских киножурналов. Первая пьеса «Дом храбрости» (1945), была посвящена антисемитизму в армейской среде и выдержала 69 постановок на Бродвее.
Вскоре были поставлены «Птичья клетка» и «Время». В 1957 году Артур Лорентс создал пьесу под названием «Вестсайдская история», которая открыла новый этап в истории музыкального театра. Лорентс создал сюжет с подростковыми бандами в американском городе с любовной историей, зеркально отражающей шекспировскую.
Лорентс скончался от осложнений, возникших после перенесённого им воспаления лёгких.

## Фильмография
- Анастасия /Anastasia/ (мультфильм) 1997
- Цыганка /Gypsy/ 1993
- Поворотный пункт /The Turning Point/ 1977 — сценарист, продюсер
- Встреча двух сердец /Way We Were, The/ 1973
- Джипси /Gypsy/ 1962 (книга)
- Вестсайдская история /West Side Story/ 1961 (пьеса)
- Здравствуй, грусть! /Bonjour tristesse/ 1958
- Анастасия /Anastasia/ 1956
- Лето /Summertime/ 1955 (пьеса)
- Анна Лукаста /Anna Lucasta/ 1949
- Дом храбрости /Home of the Brave/ 1949 (пьеса)
- Пленница /Caught/ 1949
- Верёвка /Rope/ 1948
- Змеиная яма /Snake Pit, The/ 1948